# Peperomia puberulibacca
Peperomia puberulibacca är en pepparväxtart som beskrevs av C. Dc.. Peperomia puberulibacca ingår i släktet peperomior, och familjen pepparväxter. Utöver nominatformen finns också underarten P. p. atricha.